# Trail (Minnesota)
Trail é uma cidade localizada no estado americano de Minnesota, no Condado de Polk.

## Demografia
Segundo o censo americano de 2000, a sua população era de 62 habitantes.
Em 2006, foi estimada uma população de 62, um aumento de 0 (0.0%).

## Geografia
De acordo com o United States Census Bureau tem uma área de
2,6 km², dos quais 2,6 km² cobertos por terra e 0,0 km² cobertos por água. Trail localiza-se a aproximadamente 369 m acima do nível do mar.

## Localidades na vizinhança
O diagrama seguinte representa as localidades num raio de 24 km ao redor de Trail.